# Псалом 51
Псалом 51 (у масоретській нумерації — 52) — 51-й псалом з другої книги Книги псалмів. Авторство псалому традиційно приписується Давидові, де він піддає критиці тих, хто використовує свої таланти на користь зла. 

## Текст
| Вірш | Гебрейська мова                                                | Давньогрецька мова (Септуаґінта) | Латинська мова (Вульгата)                                                                                                   | Українська мова (Переклад Хоменка)                                                                                           |
| ---- | -------------------------------------------------------------- | --- | --- | --- |
| 1    | לַמְנַצֵּחַ, מַשְׂכִּיל לְדָוִד                                              | Εἰς τὸ τέλος· συνέσεως τῷ Δαυιδ | In finem. Intellectus David,                                                                                                | Провідникові хору. Маскіл. Давида,                                                                                           |
| 2    | בְּבוֹא, דּוֹאֵג הָאֲדֹמִי-- וַיַּגֵּד לְשָׁאוּל:וַיֹּאמֶר לוֹ-- בָּא דָוִד, אֶל-בֵּית אֲחִימֶלֶךְ | ἐν τῷ ἐλθεῖν Δωηκ τὸν Ιδουμαῖον καὶ ἀναγγεῖλαι τῷ Σαουλ καὶ εἰπεῖν αὐτῷ ῏Ηλθεν Δαυιδ εἰς τὸν οἶκον Αβιμελεχ.                              | cum venit Doëg Idumaeus, et nuntiavit Sauli: Venit David in domum Achimelech.                                               | як прийшов був едомій Доег і звістив Саулові, кажучи до нього: «Давид прийшов у дім Авімелеха».                              |
| 3    | מַה-תִּתְהַלֵּל בְּרָעָה, הַגִּבּוֹר; חֶסֶד אֵל, כָּל-הַיּוֹם                          | Τί ἐγκαυχᾷ ἐν κακίᾳ, ὁ δυνατός, ἀνομίαν ὅλην τὴν ἡμέραν;                                                                                  | Quid gloriaris in malitia, qui potens es in iniquitate?                                                                     | Чого ти злобою хвалишся, о витязю безславний?                                                                                |
| 4    | הַוּוֹת, תַּחְשֹׁב לְשׁוֹנֶךָ; כְּתַעַר מְלֻטָּשׁ, עֹשֵׂה רְמִיָּה                          | ἀδικίαν ἐλογίσατο ἡ γλῶσσά σου· ὡσεὶ ξυρὸν ἠκονημένον ἐποίησας δόλον.                                                                     | Tota die iniustitiam cogitavit lingua tua; sicut novacula acuta fecisti dolum.                                              | Ввесь час ти мислиш про погибель; язик твій — немов гостра бритва, майстер облуди.                                           |
| 5    | אָהַבְתָּ רָּע מִטּוֹב; שֶׁקֶר, מִדַּבֵּר צֶדֶק סֶלָה                                | ἠγάπησας κακίαν ὑπὲρ ἀγαθωσύνην, ἀδικίαν ὑπὲρ τὸ λαλῆσαι δικαιοσύνην. διάψαλμα.                                                           | Dilexisti malitiam super benignitatem; iniquitatem magis quam loqui aequitatem.                                             | Ти любиш зло більш, ніж добро, брехню більше, ніж правду.                                                                    |
| 6    | אָהַבְתָּ כָל-דִּבְרֵי-בָלַע; לְשׁוֹן מִרְמָה                                    | ἠγάπησας πάντα τὰ ῥήματα καταποντισμοῦ, γλῶσσαν δολίαν.                                                                                   | Dilexisti omnia verba praecipitationis; lingua dolosa.                                                                      | Погибельні лише любиш речі, язику лукавий.                                                                                   |
| 7    | גַּם-אֵל, יִתָּצְךָ לָנֶצַח:יַחְתְּךָ וְיִסָּחֲךָ מֵאֹהֶל; וְשֵׁרֶשְׁךָ מֵאֶרֶץ חַיִּים סֶלָה          | διὰ τοῦτο ὁ θεὸς καθελεῖ σε εἰς τέλος· ἐκτίλαι σε καὶ μεταναστεύσαι σε ἀπὸ σκηνώματος καὶ τὸ ῥίζωμά σου ἐκ γῆς ζώντων. διάψαλμα.          | Propterea Deus destruet te in finem; evellet te, et emigrabit te de tabernaculo tuo, et radicem tuam de terra viventium.    | Тому і Бог знищить тебе, знівечить тебе навіки; вирве тебе з намету і викорінить тебе з землі живих.                         |
| 8    | וְיִרְאוּ צַדִּיקִים וְיִירָאוּ; וְעָלָיו יִשְׂחָקוּ                               | καὶ ὄψονται δίκαιοι καὶ φοβηθήσονται καὶ ἐπ᾽ αὐτὸν γελάσονται καὶ ἐροῦσιν                                                                 | Videbunt iusti, et timebunt; et super eum ridebunt, et dicent:                                                              | Побачать праведники, й настрашаться, і будуть сміятись із нього:                                                             |
| 9    | הִנֵּה הַגֶּבֶר-- לֹא יָשִׂים אֱלֹהִים, מָעוּזּוֹ:וַיִּבְטַח, בְּרֹב עָשְׁרוֹ; יָעֹז, בְּהַוָּתוֹ    | ᾿Ιδοὺ ἄνθρωπος, ὃς οὐκ ἔθετο τὸν θεὸν βοηθὸν αὐτοῦ, ἀλλ᾽ ἐπήλπισεν ἐπὶ τὸ πλῆθος τοῦ πλούτου αὐτοῦ καὶ ἐδυναμώθη ἐπὶ τῇ ματαιότητι αὐτοῦ. | Ecce homo qui non posuit Deum adiutorem suum; sed speravit in multitudine divitiarum suarum, et praevaluit in vanitate sua. | «Ось чоловік, що не мав Бога за свою твердиню, що покладався на своє багатство превелике, своїми лиходійствами був сильний». |
| 10   | וַאֲנִי, כְּזַיִת רַעֲנָן-- בְּבֵית אֱלֹהִים;בָּטַחְתִּי בְחֶסֶד-אֱלֹהִים, עוֹלָם וָעֶד        | ἐγὼ δὲ ὡσεὶ ἐλαία κατάκαρπος ἐν τῷ οἴκῳ τοῦ θεοῦ· ἤλπισα ἐπὶ τὸ ἔλεος τοῦ θεοῦ εἰς τὸν αἰῶνα καὶ εἰς τὸν αἰῶνα τοῦ αἰῶνος.                | Ego autem, sicut oliva fructifera in domo Dei; speravi in misericordia Dei, in aeternum et in saeculum saeculi.             | Я ж — мов те буйне дерево оливне в домі Божім; надіюсь на ласку Божу повік-віки.                                             |
| 11   | אוֹדְךָ לְעוֹלָם, כִּי עָשִׂיתָ; וַאֲקַוֶּה שִׁמְךָ כִי-טוֹב, נֶגֶד חֲסִידֶיךָ              | ἐξομολογήσομαί σοι εἰς τὸν αἰῶνα, ὅτι ἐποίησας, καὶ ὑπομενῶ τὸ ὄνομά σου, ὅτι χρηστὸν ἐναντίον τῶν ὁσίων σου.                             | Confitebor tibi in saeculum, quia fecisti; et exspectabo nomen tuum, quoniam bonum est in conspectu sanctorum tuorum.       | Я прославлятиму тебе повіки, за те, що вчинив єси, і возвіщатиму ім'я твоє, — воно бо добре, — перед вірними твоїми.         |

## Літургійне використання

### Католицька церква
Трацидійно псалом читають або співають у монастирях під час нічних Богослужінь по вівторках згідно Статуту Бенедикта (530 AD).
У Літургії годин псалом 52 читають під час молитов по середах другого тижня.